# César Berthier
Pour les autres membres de la famille, voir famille Berthier.
Pour les articles homonymes, voir Berthier.
Louis César Gabriel Berthier, né le 9 novembre 1765 à Versailles et  mort le 17 août 1819 au château de Grosbois à Boissy-Saint-Léger, est un général français de la Révolution et de l’Empire.

## Famille
Né  le 9 novembre 1765  à Versailles, il est un membre de la famille Berthier. Il est le fils cadet de Jean-Baptiste Berthier (1721-1804), ingénieur-géographe de l'armée, lieutenant-colonel, anobli par Louis XV en 1763. Ses frères sont le maréchal Louis-Alexandre Berthier, le général Victor Léopold Berthier et le maréchal de camp Joseph-Alexandre Berthier. 

## Carrière
Après le coup d'État du 18 brumaire An VIII, (9 novembre 1799) il est nommé inspecteur aux revues. À Marengo, le 25 prairial an VIII (14 juin 1800), il est l'adjudant-commandant de Murat, commandant en chef de la cavalerie.
Général de brigade le 4 septembre 1802, il succède l'année suivante à son frère Victor Léopold en qualité de chef d'état-major de la place de Paris, ce dernier étant appelé à partir pour l'Allemagne.
Iil obtint en 1805, le commandement d'une armée d'observation sur les côtes de la Hollande et devient général de division le 3 janvier 1806.
Début août 1807, le général César Berthier débarque à Corfou avec 4 000 hommes des 5e de ligne italien, 6e de ligne français, deux compagnies d'artillerie, deux compagnies de sapeurs, du ravitaillement et des munitions. Les Îles ioniennes reçoivent ensuite le renfort du 4e léger. Il annonce, le 1er septembre, au Sénat septinsulaire que les îles passent sous la protection de la France et que rien ne change dans le fonctionnement constitutionnel, administratif ou judiciaire de la République :

« La république des îles septinsulaires devient l'un des gouvernements qui dépendent de l'Empire français. Les habitants deviennent les sujets de l'Empereur et Roi. Ils conservent leur gouvernement ; les membres du Sénat conservent leurs fonctions »

Devenu « commandant de Corfou », César Berthier s'installe dans la Fortezza Vecchia, dans le bâtiment occupé avant lui par les provéditeurs de Venise, les généraux Gentili et Chabot, puis Mocenigo.
Bien que Napoléon Ier ait promis que les Sept Îles conserveraient leur indépendance, la décision de Berthier de faire hisser le drapeau tricolore sur la citadelle n'est pas considérée comme un signe encourageant par la population locale.
La politique menée par Berthier mécontente Napoléon et son mode de vie contribue à lui aliéner la population, mais aussi la garnison française (il s'habille à l'orientale et fait de la femme d'un capitaine italien sa maîtresse).
Le 28 mars 1808, il est remplacé dans son gouvernement par son ancien principal adjoint, Donzelot.

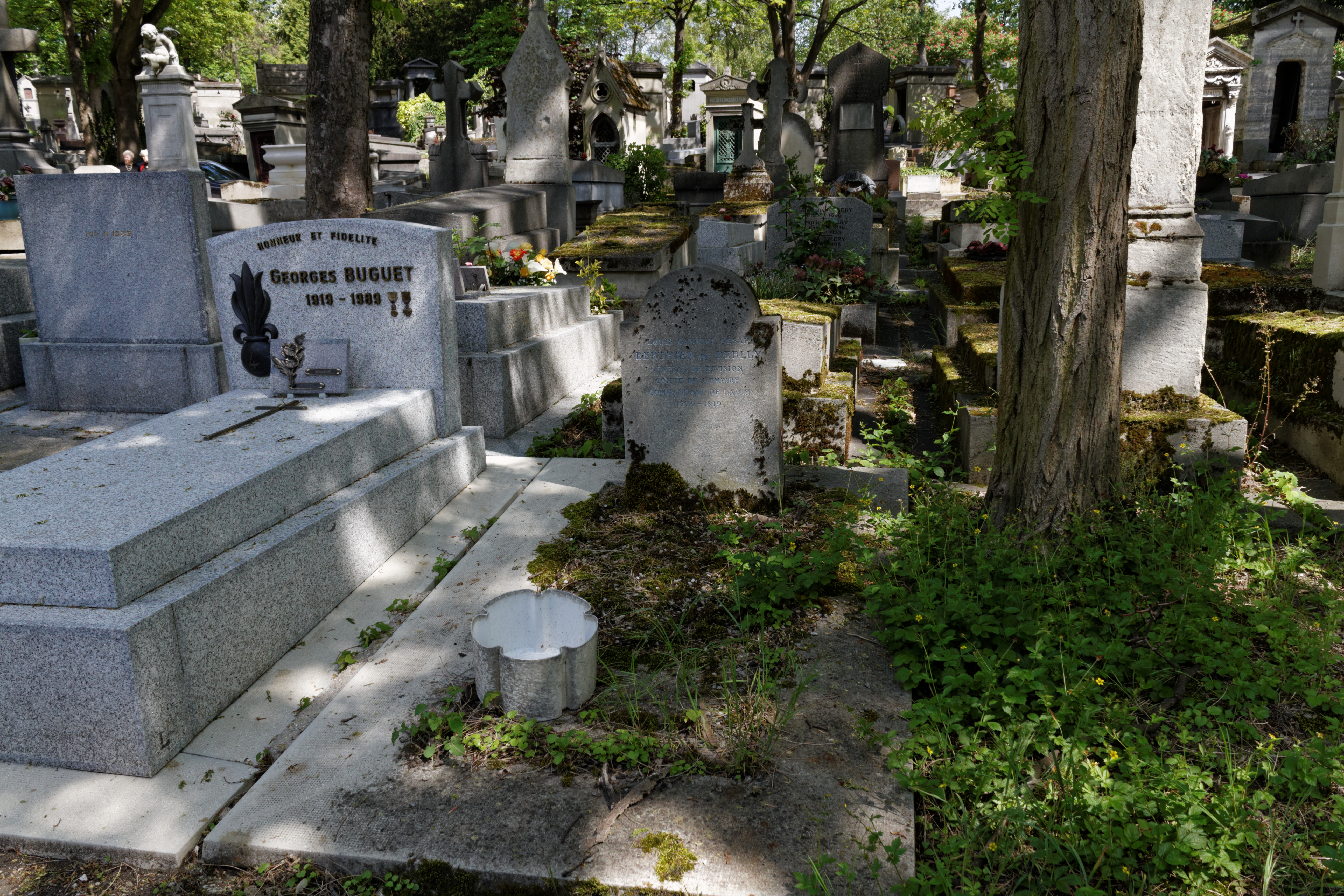
Tombe au cimetière du Père-Lachaise.

Il commande la 27e division militaire à Turin (1808-1811), puis la 23e division militaire en Corse (1811-1814).
Toujours en Italie il est nommé chef de la maison du Pape Pie VII détenu à Savone (1809-1814) puis gouverneur du Piémont en remplacement du général Menou.
En 1813, Napoléon Ier le charge d'annexer le Canton du Valais à la France : le canton devient département du Simplon avec à sa tête le comte-général Berthier comme premier préfet.
Il se rallie aux Bourbons en 1814. Il est fait chevalier de St louis, le 24 octobre 1814. Sans emploi, au retour de l'Empereur. Il est Inspecteur d'infanterie à Aix en 12/1816, puis il semble avoir eu une période de non activité. Il lui faut attendre 1819, pour être remis en fonction, avec le grade de lieutenant général, dans l'inspection générale de l'infanterie.
Il meurt accidentellement le 17 août 1819, alors qu'il est en visite au Château de Grosbois, près de Boissy-Saint-Léger, maison de campagne de sa belle-sœur la princesse de Wagram. Il repose dans la 53e division du cimetière du Père-Lachaise.

## État de service
- Capitaine le 1er janvier 1786 ;
- Adjudant-général lieutenant-colonel en février 1792 ;
- Adjudant-général chef de brigade le 18 novembre 1796 ;
- Adjudant-général le 3 mars 1800 ;
- Adjudant-commandant le 23 juillet 1800 ;
- Général de brigade le 4 septembre 1802 ;
- Chef d'état-major de la 1re division militaire (4 septembre 1802 - 3 juin 1806) ;
- Général de division le 3 janvier 1806 ;
- Chef d'état-major de l'Armée du royaume de Naples (31 janvier 1806 - 15 avril 1807) ;
- Commandant d'une division de l'Armée du royaume de Naples (15 avril 1807 - 3 août 1807) ;
- Gouverneur des Îles Ioniennes (3 août 1807 - 28 mars 1808) ;
- Commandant de la 27e division militaire à Turin (17 mai 1808 - 10 avril 1811) ;
- Commandant de la 23e division militaire en Corse (10 avril 1811 - 5 mai 1814) ;
- Mis en disponibilité (31 juillet 1814 - 1er février 1815) ;
- Mis en non-activité le 1er février 1815 ;
- Inspecteur général d'infanterie dans les 4e et 12e divisions militaires (1er janvier 1818 - 30 décembre 1818) ;
- Inspecteur général d'infanterie (30 décembre 1818 - 17 août 1819).

## Campagnes
- Deuxième Coalition, 2e Campagne d'Italie (1799-1800) :
- Bataille de Marengo

## Décorations
- Commandeur de la Légion d'honneur le 11 janvier 1804[9];
- Chevalier de Saint-Louis le 24 octobre 1814 ;
- Grand-croix de l'Ordre du Lion « de Bavière ».

## Titres
- Comte de l'Empire le 13 février 1813.

## Autres fonctions
- Chef de la maison du Pape Pie VII détenu à Savone (1809-1814) ;

- Préfet du Simplon (1810-1811).

## Armoiries
Ecartelé : au I, du franc-quartier des Comtes militaires de l'Empire ; au II, de gueules, au lion d'or, à une barre d'argent chargée de trois têtes de maures de sable, brochante ; au III, de gueules, à une couronne de lauriers d'or, chargée d'une hache d'argent, posée en barre et adextrée en chef d'une étoile du même ; au IV, d'azur, au pal d'argent, chargé de trois chevrons de sable.

## Descendance
Il épouse Louise Thérèse Augustine Déguillon ou d'Aiguillon (1771-1848), belle-sœur de son frère Victor Léopold. De leur union naquirent :
- Catherine Adélaïde (1792-1874), mariée en 1809 au baron Antoine-Marie Roederer, préfet ;
- Joséphine Thérèse Virginie (1794-1833), mariée en 1810 au baron Jean Pierre Joseph Bruguière général de brigade puis en 1829 au baron Thomas William Graves de Gravesend ;
- Louise, dite Délia (1797-1875), mariée en 1824 au baron Joseph Damey de Saint-Bresson, officier ;
- Paul César Auguste 2e comte Berthier,(1801-1845), capitaine de cuirassier, officier d'ordonnance de Louis-Philippe Ier, chevalier de la Légion d'honneur, marié en  1830 à Pauline Troyer dont :
  - Paul Ferdinand Alfred  3e comte Berthier (1834 ✝ après 1895) ;
- Henriette Félicité (1810-1879), mariée en  1831 à Androphile Randouin,  maître des requêtes au Conseil d'État, préfet de l'Oise.